# Plac Państwa (Tel Awiw)
Plac Państwa (hebr. כיכר המדינה, Hamedina Kikar) jest placem, który znajduje się w osiedlu Ha-Cafon ha-Chadasz we wschodniej części Tel Awiwu, w Izraelu.

## Położenie
Plac znajduje się u zbiegu ulic Jabotinsky, Weizmanna, Lipski, Arieh Akiva i Tashah. Ma kształt ronda otoczonego budynkami.

## Historia
Plan budowy placu opracował architekt Oscar Niemeyer. Jednak przez długie lata realizacja projektu była odwlekana, i do lat 60. XX wieku był to piaszczysty plac, na którym corocznie rozbijały się cyrki. W owym czasie w Izraelu funkcjonował kawał na temat placu:

Dlaczego plac nazywa się Placem Państwa? Ponieważ jest jak państwo: pół roku cyrk i pół roku glina.

W latach 70. rozpoczęto duże prace budowlane. Powstało wówczas rondo, wokół którego wzniesiono jednolite budynki mieszkalne. W większości z nich, na parterze znajdują się luksusowe sklepy.

## Wykorzystanie placu
Plac jest ważnym węzłem komunikacyjnym wschodniej części Tel Awiwu. Są tutaj najdroższe sklepy w Tel Awiwie.

### Wydarzenia historyczne na placu
Na przełomie 2002/03 na placu doszło do wielkiego masowego społecznego protestu zorganizowanego przez działacza społecznego Izrael Touitou. Grupa kilkudziesięciu bezdomnych rozbiła na środku placu obozowisko, protestując przeciwko cięciom w budżecie państwa wydatków na opiekę społeczną. Akcja protestacyjna została nazwana „Bochenek” (hebr. כיכר הלחם; bochenek). Miejsce na zorganizowanie protestu zostało wybrane celowo, ponieważ obozowisko biednych bezdomnych ludzi było wielkim kontrastem dla otoczenia luksusowych sklepów i najbogatszej części społeczeństwa, które robi w tym miejscu zakupy. W październiku 2003 władze miejskie zorganizowały operację ewakuacji obozu bezdomnych.